# 平岡房実

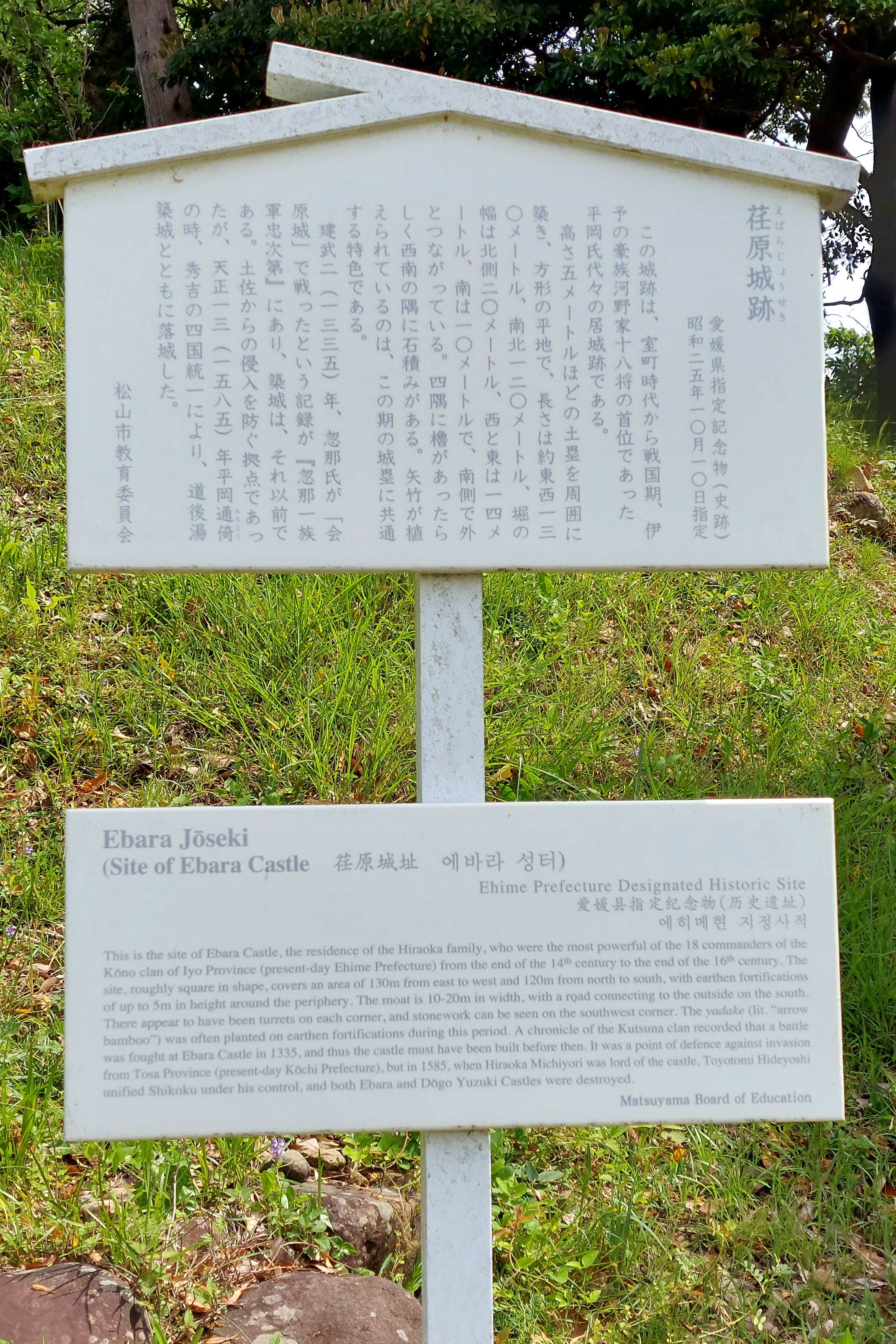
荏原城跡（松山市恵原町）

平岡 房実（ひらおか ふさざね、永正10年（1513年） - 元亀3年（1572年））は、戦国時代から安土桃山時代にかけての武将。河野氏の家臣。通称は通房入道左近。受領名は大和守。子に通資、通倚、直房、大野利直室、村上景親室など。浮穴郡荏原城城主。
平岡氏の出自についての詳細は不明であるが、徐々に浮穴郡を中心に15世紀後半から勢力を伸ばしたようである。また、房実は娘を久万大除城の大野利直（大野直昌、直之の父）や村上景親に嫁がせた他、出渕氏や津々喜谷氏と姻戚関係を結ぶなど周辺勢力との連携強化にも努めていた。房実以前にも平岡氏の血縁者が村上義忠（村上武吉の父）に嫁いだことも知られている。
房実が家臣になった頃の河野氏は、家臣団の離反や大友氏などの侵攻で衰退していたが、房実は智勇兼備の武将で、斜陽化する河野氏に最後まで忠義を尽くし、村上通康と並んで軍事・政治の両面において活躍した。天文23年（1554年）、岩伽羅城主和田通興の反乱においては、駆け引きを持って敵を欺き、少数よく岩伽羅城を陥落させたと伝わる。また、宇都宮豊綱との戦い（毛利氏の伊予出兵）においても予州勢の中心となったようである。